# Cieszyce (województwo dolnośląskie)
Cieszyce – wieś w Polsce położona w województwie dolnośląskim, w powiecie wrocławskim, w gminie Kobierzyce.

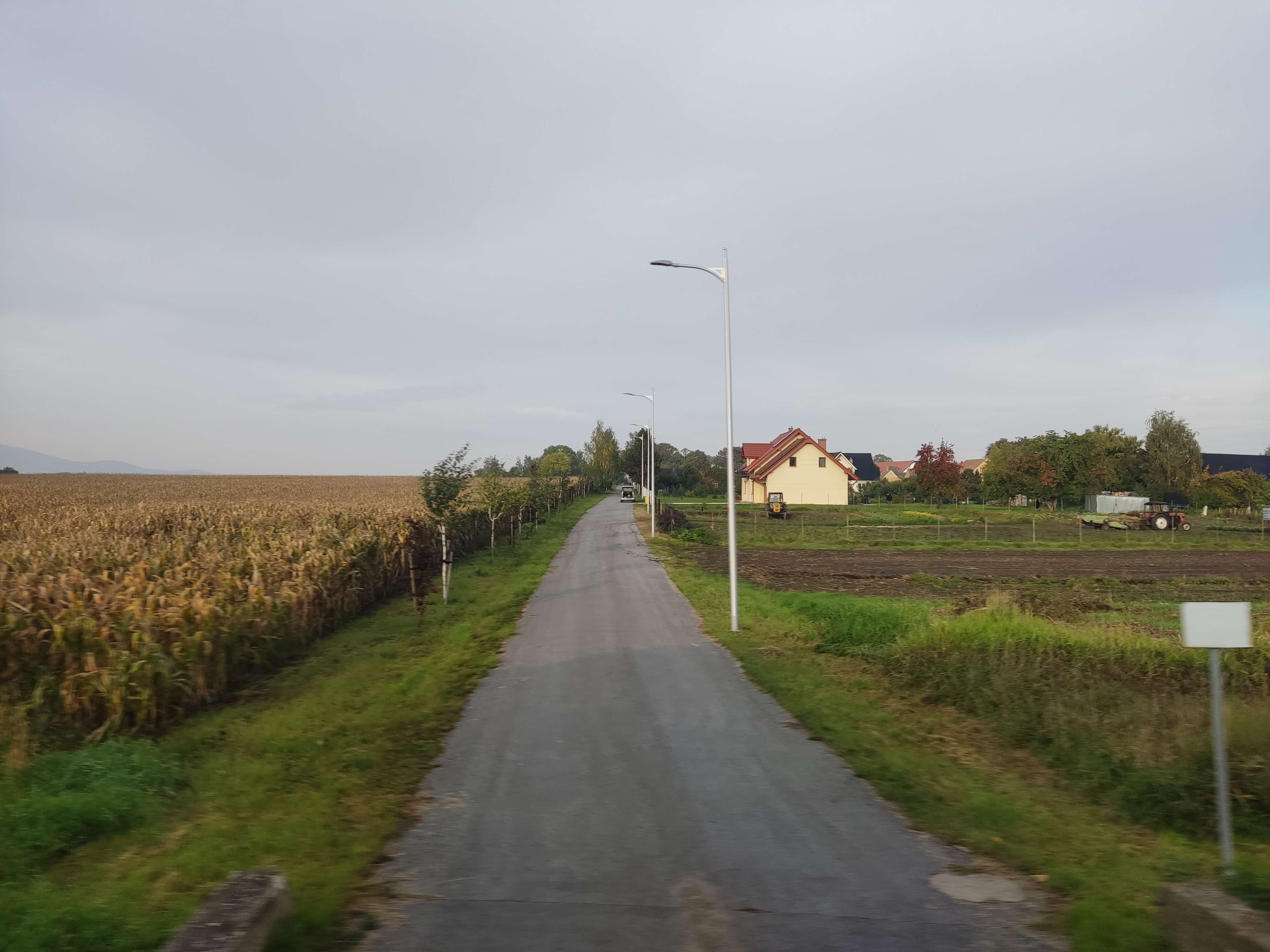

Wieś leży w odległości około 20 km na południe od Wrocławia, przy drodze krajowej DK8, na tym odcinku łącząca Wrocław z Ząbkowicami Śląskimi i Kłodzkiem.

## Historia

Mapa Cieszyc (Seschwitz) około 1820 r.

Cieszyce po raz pierwszy wzmiankowano w dokumentach w 1338 r. Do 1945 roku dobra cieszyckie znajdowały się w rękach rodziny von Naehrich. W XVIII i XIX wieku pałac należał m.in. do rodów von Ohlen Adlerskon i Neide.
W latach 1975–1998 miejscowość administracyjnie należała do województwa wrocławskiego.

## Zabytki
Do wojewódzkiego rejestru zabytków wpisany jest:
- park pałacowy, z przełomu XIX/XX w.

inne zabytki:
- pałac, niewielki, w typie neorenesansowej włoskiej willi o formach architektonicznych nawiązujących do późnej fazy stylu willowego Villenstil, wykształconej w szkole berlińskiej. Na planie nieregularnego czworoboku z ryzalitami, kolumnowymi portykami, jednokondygnacyjny, nakryty dwuspadowym dachem. Zachowany, bogaty wystrój wnętrz również w duchu neorenesansowym. Pałac posiada wysokie, nadające się do zagospodarowania piwnice.